# Пустотность заполнителя
Пустотность заполнителя — содержание воздушных пустот между зёрнами заполнителя в единице объёма. Чем ниже пустотность, тем оптимальнее фракционный состав заполнителя, тем меньше понадобится вяжущего (цементного теста в случае цементных бетонов) на заполнение пустот.
Как правило пустотность заполнителей лежит в интервале от 20 до 50 %. Заполнитель, отсеянный на ситах двух смежных номеров, то есть состоящий из зерен почти одинаковой крупности, имеет высокую пустотность (40-47 %). При наилучшем сочетании в заполнителе крупных, средних и мелких зерен пустотность может быть уменьшена до 30 %.
Пустотность в процентах по объёму рассчитывается по формуле
{\displaystyle V_{n}={\frac {\rho _{u}-\rho _{n}}{\rho _{u}}}\cdot 100}
где {\displaystyle \rho _{u}}- истинная плотность заполнителя;
{\displaystyle \rho _{n}}- насыпная плотность заполнителя.
Насыпная плотность заполнителя может определяться в рыхлонасыпном, уплотнённом или вибропрессованном состоянии.
Методы подготовки заполнителя к испытаниям и определения истинной и насыпной плотности в различных технических документах разнятся.

### Влияние формы зерен заполнителя на пустотность
Форма зерен заполнителя влияет на пустотность, с увеличением содержания зерен окатанной формы пустотность уменьшается.
Использование полифракционной смеси мелкого и крупного заполнителей при расчете состава бетона производится с целью снижения межзерновой пустотности заполнителя. Для полифракционной смеси пустотность может быть рассчитана математически на основе данных гранулометрического состава.